# Pediobius singularis
Pediobius singularis är en stekelart som först beskrevs av Howard 1891.  Pediobius singularis ingår i släktet Pediobius och familjen finglanssteklar. Inga underarter finns listade i Catalogue of Life.